# Pietra di Hillersjö

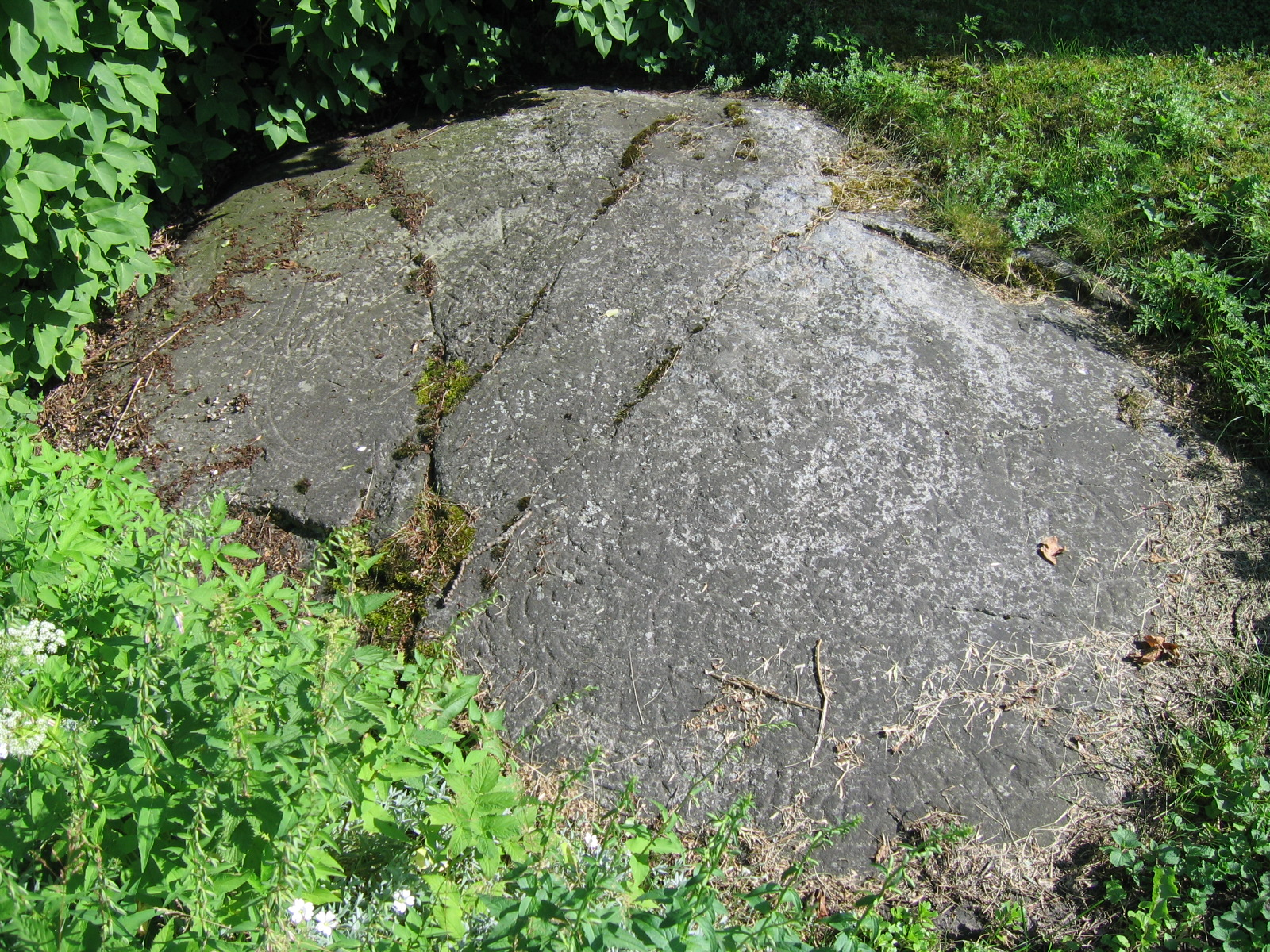
Nell'estate del 2007 l'incisione non possedeva più la vernice per mettere in risalto il testo e la pietra era parzialmente coperta di vegetazione.

La Pietra di Hillersjö è una pietra runica sita sull'isola di Färingsö del lago Mälaren, Uppland, Svezia. L'incisione in norreno racconta la tragedia familiare che colpì Gerlög e sua figlia Inga. L'iscrizione è la più lunga che esista nell'Uppland e la seconda come estensione di tutta la Svezia.
L'inscrizione riporta la storia di un dramma familiare realmente accaduto tra gli anni 1060 e 1100. La storia ha talmente colpito gli animi che le compagnie teatrali locali hanno rappresentato degli spettacoli basati sulla drammatica storia di Gerlög.
La storia racconta che la giovane Gerlög si sposò con Germund e la coppia ebbe un figlio, il cui nome non viene specificato. Germund morì annegato e anche il figlioletto perì successivamente. Gerlög si risposò con Gudrik, ed ebbero diversi figli ma solo una sopravvisse e fu chiamata Inga. Inga si sposò con Ragnfast di Snottsta e da questa unione nacque un bambino, ma Ragnfast e il figlio morirono e Inga ereditò la tenuta Snottsta; la donna si sposò ancora con Eric ma entrambi morirono senza lasciare figli. Questo portò Gerlög ad ereditare la proprietà della figlia.
Il testo viene completato grazie alle informazioni presenti sulle Pietre runiche di Färentuna, dove si legge che sia Gudrik (il secondo marito di Gerlög e padre di Inga) sia Eric (il secondo marito di Inga) erano morti.
La tenuta Snottsta (Snåttsta) esiste ancora e nelle sue vicinanze, come nelle vicinanze di Vreta, esistono altre pietre runiche che completano la saga di Inga e vengono chiamate le Pietre di Snottsta e Vreta.

## Traslitterazione in caratteri latini
raþ| |þu kaiRmuntr -ik * kaiR[l]a[uk *] (m)aytumi| |i þa * finku * þau sun * aþ han * truknaþi * in sun to : siþan : þa + fi(k) (h)(u)- --þrik * ha- ... (þ)(i)nsa * þa * finku þa(u) [bar](n) ... (i)(n) maR ain lifþi * [hu]n hit ' ...g[a] ' h(a)... fik raknfastr * i * snutastaþum * þa uarþ han tauþr * auk * sun * siþan * in * moþir kuam + at sunar ' arfi ' þa ' fik hun ' airik ' þar ' uarþ hun tauþ ' þar kuam ' gaiRlauk at arfi ' inku tutur sinar þurbiur(n) ' skalt ' risti runar

## Trascrizione in norreno
Rað þu! GæiRmundr [f]ikk GæiRlaug møydomi i. Þa fingu þau sun, aðan hann drunknaði. En sunn do siðan. Þa fikk ho[n] [Gu]ðrik. Ha[nn] ... þennsa. Þa fingu þau barn. En maR æin lifði; hon het [In]ga. Ha[na] fikk Ragnfastr i Snutastaðum. Þa varð hann dauðr ok sunn siðan. En moðiR kvam at sunaR arfi. Þa fikk hon Æirik. Þar varð hon dauð. Þar kvam GæiRlaug at arfi Ingu, dottur sinnaR. Þorbiorn Skald risti runaR.

## Traduzione in italiano
Intendete! (Ascoltate?) Geirmundr prese Geirlaug (per moglie) nella sua giovinezza. Poi hanno avuto un figlio, prima che egli (Geirmundr) annegasse. E dopo il figlio morì. Poi lei prese Guðríkr. Egli ... questo. Poi hanno avuto figli. 	
E una bimba visse; fu chiamata Inga. Ragnfastr di Snutastaðir prese lei (in moglie). Poi lui morì e, successivamente, anche il figlio. E la madre venne a ereditare da suo figlio. Poi lei prese Eiríkr (in marito). Poi lei morì. Poi Geirlaug ereditò da Inga, sua figlia. Þorbjôrn Skald incise le rune.